# Montezuma (Sessions)
Montezuma är en opera i tre akter med musik av Roger Sessions och engelskt libretto av Giuseppe Antonio Borgese, som innehåller delar av aztekiska, Nahuatl, liksom spanska, latin och franska.
Sessions mottog Borgeses libretto (i ett första utkast) först 1941 och arbetet på operan fortgick oregelbundet därefter ("Sessions trodde att slutet på hans arbete kunde skönjas sommaren 1953. Han hade fel och arbetet med Montezuma lades ner"). Operan innehåller skisser som går tillbaka till sent 1930-tal och verket fullbordades den 1 juli 1962.

## Uppförandehistorik
Montezuma framfördes första gången den 19 april 1964 på Deutsche Oper Berlin i en tysk översättning.
Den amerikanska premiären (och det första framförandet med det engelska librettot) skedde den 31 mars 1976 på Opera Company of Boston dirigerad av Sarah Caldwell. Rollerna sjöngs av Richard Lewis (Montezuma), Alexander Stevenson (Bernal Díaz del Castillo, den unge), Donald Gramm (Bernal Díaz del Castillo, den äldre), Brent Ellis (Cortez), Phyllis Bryn-Julson (Malinche), Alan Crofoot (Jerónimo Aguilar/veteran) och Eunice Alberts som Cuaximatl.
Premiären i New York ägde rum i februari 1982 av Juilliard American Opera Center dirigerad av Frederik Prausnitz. Bernal sjöngs av Robert Keefe, Cortez av James Dietsch, Alvarado av Cornelius Sullivan, Montezuma av Robert Grayson och Malinche av Hei-Kyung Hong.

## Personer
| Roller                              | Röstläge    | Premiärbesättning 19 april 1964 (Dirigent: Heinrich Hollreiser) |
| ----------------------------------- | ----------- | --------------------------------------------------------------- |
| Bernal Díaz del Castillo, den äldre | bas         | Ernst Krukowski                                                 |
| Bernal Díaz del Castillo, den yngre | tenor       | Karl Ernst Mercker                                              |
| Cacamatzin                          | tenor       | Martin Vantin                                                   |
| Cuauhtemoc                          | baryton     | Barry McDaniel                                                  |
| Cuaximatl                           | mezzosopran | Yonako Nagano                                                   |
| Fray Olmedo de la Merced            | bas         | Manfred Röhrl                                                   |
| Guidela                             | baryton     |                                                                 |
| Hernán Cortez                       | baryton     | William Dooley                                                  |
| Itlamal                             | sopran      | Marina Türke                                                    |
| Malinche                            | sopran      | Annabelle Bernard                                               |
| Jeronimo Aguilar                    | baryton     | Walter Dicks                                                    |
| Montezuma                           | tenor       | Helmut Melchert                                                 |
| Netzahualcoyotl                     | bas         | Martti Talvela                                                  |
| Förbipasserande 1                   | baryton     | Wilhelm Lang                                                    |
| Förbipasserande 2                   | baryton     | Robert Koffmane                                                 |
| Pedro de Alvarado                   | tenor       | Loren Driscoll                                                  |
| En soldat i Cortezs armé            | tenor       | Cornelis van Dijk                                               |
| Teuhtlilli, Montezumas sändebud     | tenor       | Helmut Krebs                                                    |
| Veteran                             | baryton     | Hanns Heinz Nissen                                              |